# Maxillicosta whitleyi
Maxillicosta whitleyi är en fiskart som beskrevs av William N. Eschmeyer och Poss, 1976. Maxillicosta whitleyi ingår i släktet Maxillicosta och familjen Neosebastidae. Inga underarter finns listade i Catalogue of Life.